# Vegetação da Itália

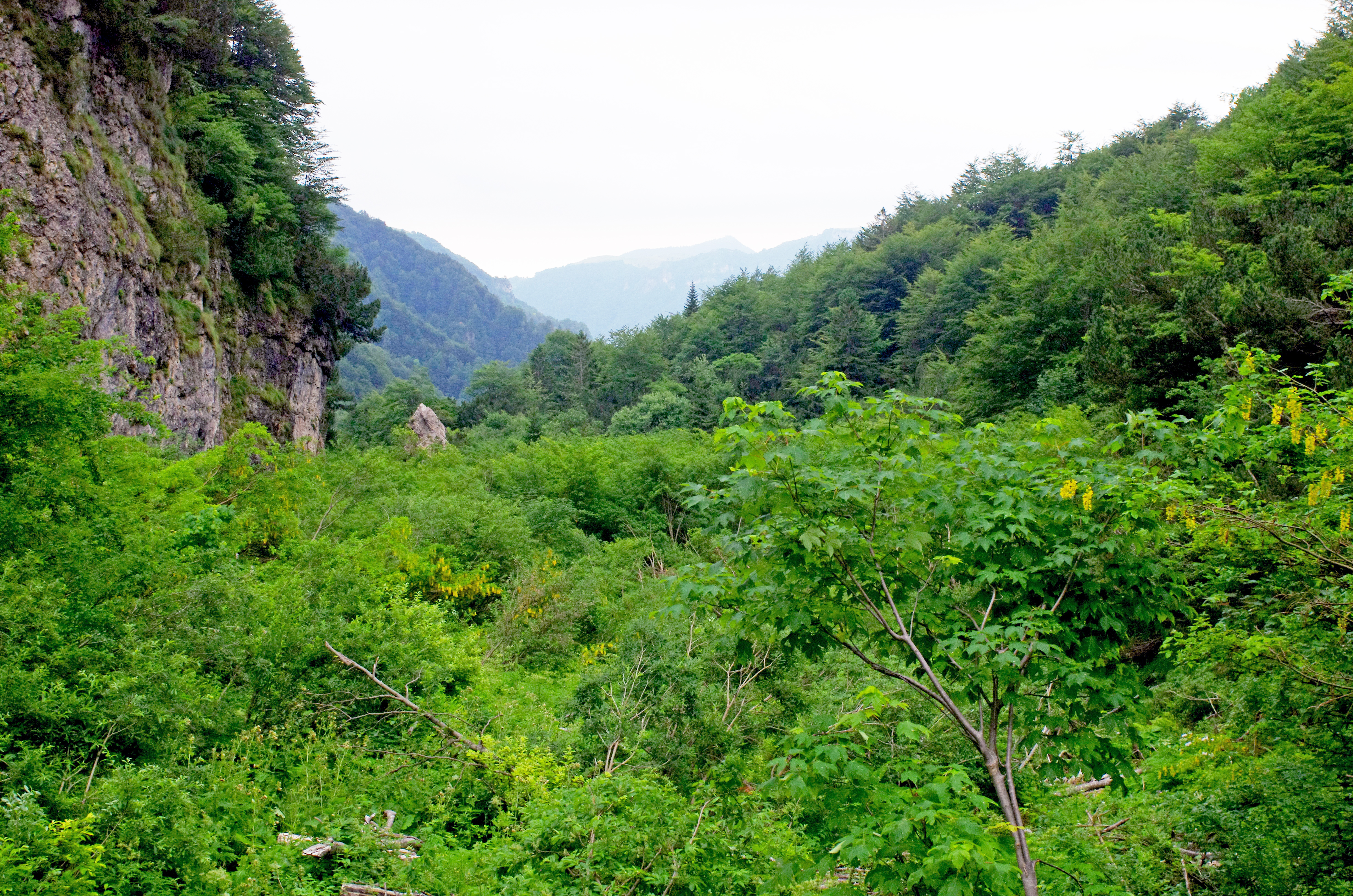
Selva di Progno, na Itália.

A Vegetação da Itália é tão diversa e fascinante quanto sua cultura e história. Desde as majestosas florestas alpinas do norte até as ensolaradas paisagens mediterrâneas ao sul, a Itália oferece uma experiência única para os amantes da natureza e a oportunidade de explorar uma variedade de ecossistemas únicos e belos. A Itália, conhecida por sua rica herança cultural e histórica, também abriga uma variedade impressionante de paisagens naturais e vegetação exuberante.

## Florestas e Bosques do Norte
No norte da Itália, os Alpes dominam a paisagem e são lar de vastas áreas de florestas e bosques. Essas florestas alpinas consistem principalmente de coníferas, como pinheiros, abetos e larícios, adaptadas às condições climáticas rigorosas e à alta altitude. À medida que as altitudes diminuem, as florestas cedem lugar a bosques de folha caduca, onde carvalhos, faias e castanheiros são comuns.

## Vegetação Mediterrânea no Centro e Sul
À medida que se desloca para o centro e sul da Itália, a vegetação se torna mais caracteristicamente mediterrânea. Oliveiras, videiras e ciprestes pontilham as encostas das colinas, enquanto arbustos perfumados de alecrim, tomilho e lavanda criam uma paisagem pitoresca. Os bosques de carvalhos e sobreiros também são comuns em algumas áreas do centro da Itália, especialmente na Toscana.

## Vegetação Costeira e Insular

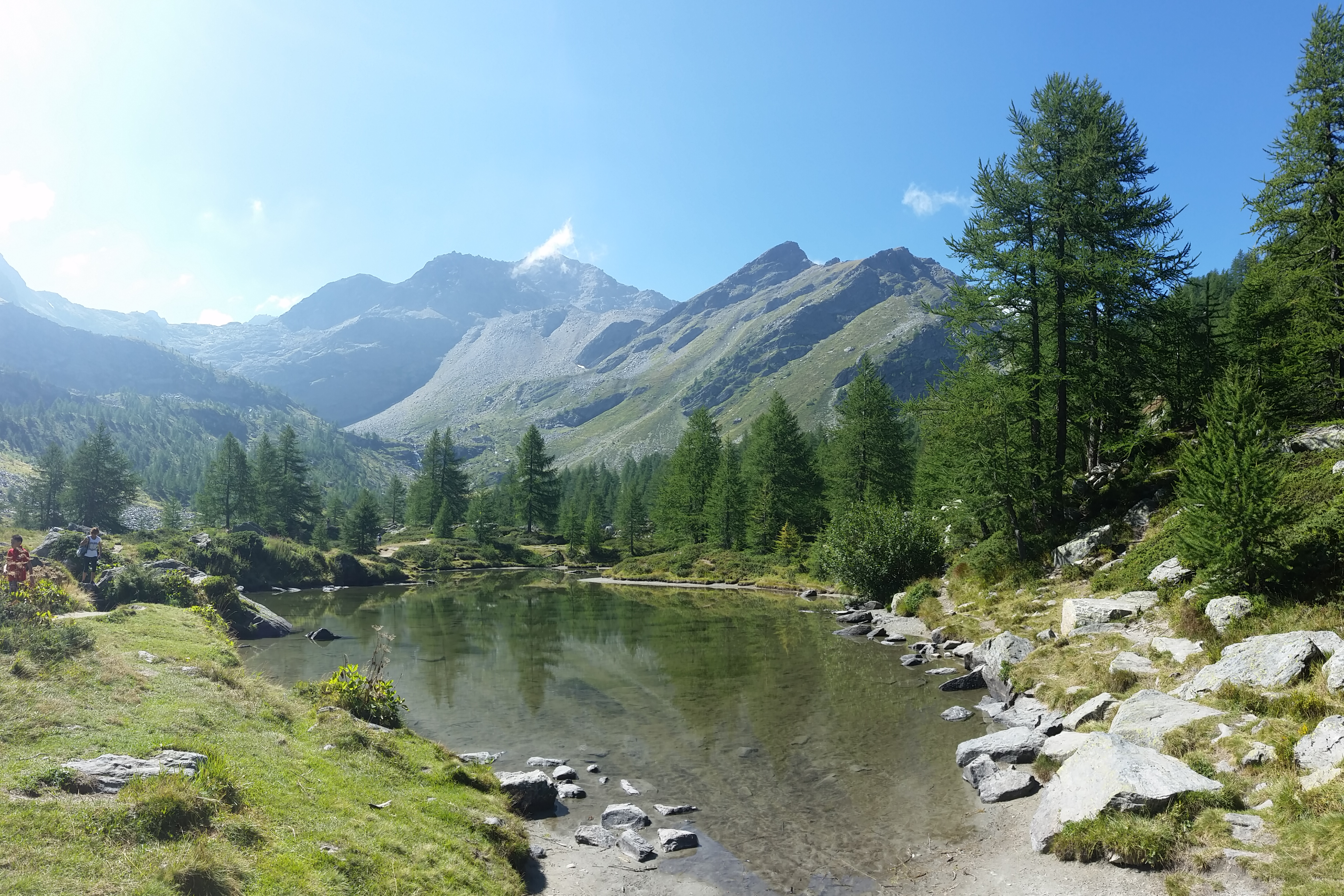
Larix decidua forest, na Itália.

Ao longo da costa italiana e nas ilhas adjacentes, como Sicília e Sardenha, a vegetação exibe uma mistura única de características mediterrâneas e subtropicais. Palmeiras, alfarrobeiras e figueiras são comuns nessas regiões, juntamente com uma variedade de plantas costeiras adaptadas à vida em ambientes salinos.

## Vegetação de Zonas Úmidas e Lacustres
As zonas úmidas e os habitats lacustres da Itália oferecem um refúgio para uma variedade de plantas aquáticas e aves migratórias. Caniços, juncos e ninfeias são comuns ao redor dos lagos e pântanos, fornecendo habitat e alimento para uma diversidade impressionante de vida selvagem.

## Desafios e Conservação
Apesar da riqueza e diversidade de sua vegetação, a Itália enfrenta desafios significativos em termos de conservação ambiental. O desenvolvimento urbano, a agricultura intensiva e as mudanças climáticas representam ameaças para muitos ecossistemas naturais e espécies vegetais vulneráveis. No entanto, o país também está empenhado em programas de conservação e reflorestamento, visando proteger e restaurar sua rica biodiversidade.